# Felsrelief von Karabel
Koordinaten: 38° 22′ 14″ N, 27° 27′ 21,5″ O

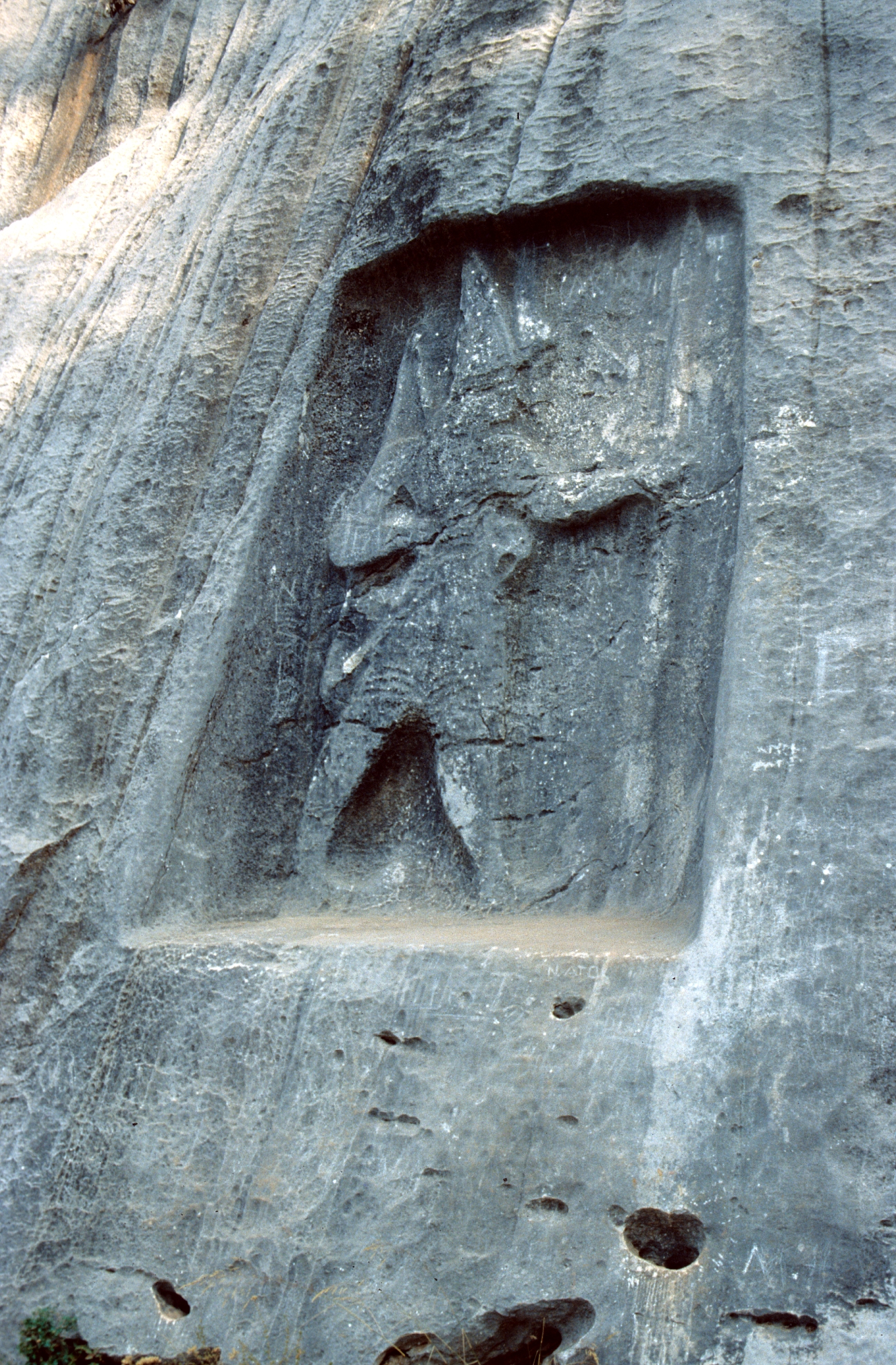
Hethitisches Felsrelief von König Tarkasnawa, Türkei

Das hethitische Felsrelief von Karabel liegt am gleichnamigen Pass zwischen Torbalı und Kemalpaşa, etwa 25 km östlich von İzmir in der Türkei.
Bis zum Ausbau der Passstraße zwischen 1977 und 1982 bestand das Denkmal aus vier Teilen, zwei in Fels geschlagene Herrscherfiguren (Karabel A und B) und zwei auf freiliegenden Felsblöcken befindliche Inschriften (Karabel C1 und C2). Bis auf Karabel A ist das Monument beseitigt worden. Das Relief (Karabel A) zeigt einen nach rechts schreitenden Krieger mit Bogen in der rechten und Speer in der linken Hand. Über dem linken Arm sind luwische Hieroglyphen angebracht. Das Relief ist 1,5 mal 2,5 Meter groß.

## Forschungsgeschichte
Herodot hielt die Figur für den ägyptischen Pharao Sesostris.
Das Relief wurde 1839 vom französischen Reisenden Charles Texier besucht, der es 1862 beschrieb. Ihm folgte 1840 Karl Richard Lepsius, beide hielten an der ägyptischen Deutung fest. Erst Heinrich Kiepert konnte diese 1843 durch Vergleiche mit den Reliefs von Yazılıkaya widerlegen. Nachdem sich später die Zugehörigkeit zur hethitischen Kultur herausgestellt hatte, wurde der Ort von zahlreichen Wissenschaftlern besucht und beschrieben, darunter Kurt Bittel, Helmuth Theodor Bossert, Hans Gustav Güterbock, Ekrem Akurgal, Heinrich Otten und Annelies Kammenhuber.

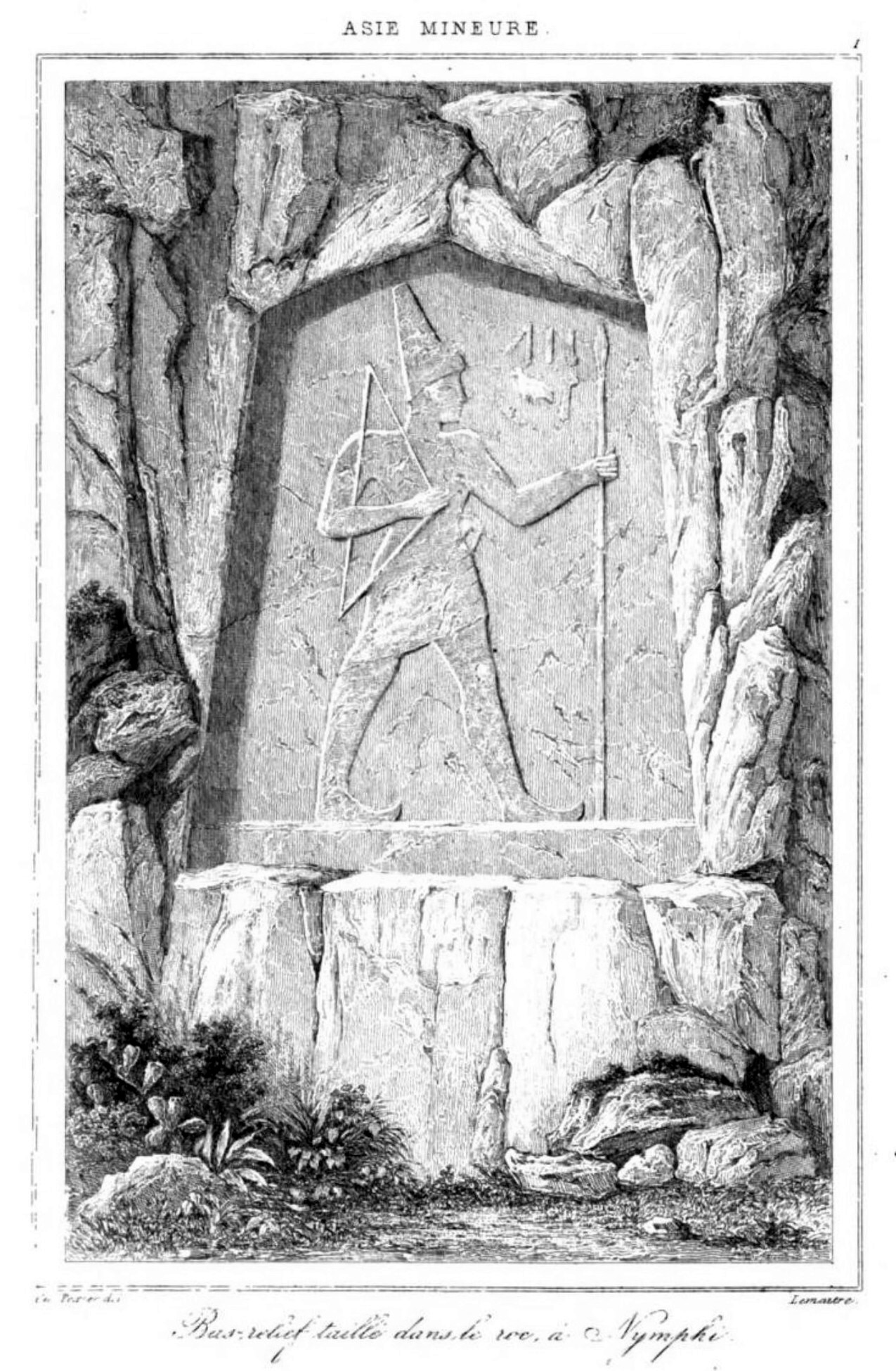
Zeichnung von Charles Texier (1862)

## Deutung
Nach letzten Erkenntnissen, die in der Forschung Konsens gefunden haben, handelt es sich um Tarkasnawa, den König des hethitischen Gliedstaates Mira aus der Zeit des hethitischen Großreichs (13. Jahrhundert vor Chr.). Die Inschrift konnte 1998 von John David Hawkins gelesen werden, sie lautet:
Tarkasnawa, König [des Landes] Mira

Sohn AVIS-li, König des Landes Mira

Enkel des ...., des Königs des Landes Mira
Vom Namen des Großvaters ist nur eine Zeichenspur erhalten, Hawkins nimmt Kupanta-dKAL (Kupantakurunta) an. Auch die Lesung von Alantalli, der als König von Mira gegen Anfang der Regierungszeit des hethitischen Großkönigs Tudḫalija IV. als Zeuge des Staatsvertrags zwischen diesem und Kurunta von Tarḫuntašša nachgewiesen ist, ist nicht gesichert. Hawkins leitet ihn aus den erkennbaren Zeichen AVIS (Logogramm in Gestalt eines Vogels) und li (der Endsilbe) ab. Nach Hawkins stammt auch der schon lange bekannte silberne sogenannte Tarkondemos-Siegel von Tarkasnawa sowie weitere in der hethitischen Hauptstadt Ḫattuša in neuerer Zeit gefundene Siegelabdrücke.